# Tsutsumi Kengo
Kengo Tsutsumi (sinh ngày 8 tháng 3 năm 1978) là một cầu thủ bóng đá người Nhật Bản.

## Sự nghiệp câu lạc bộ
Kengo Tsutsumi đã từng chơi cho Kataller Toyama.